# 法歯学

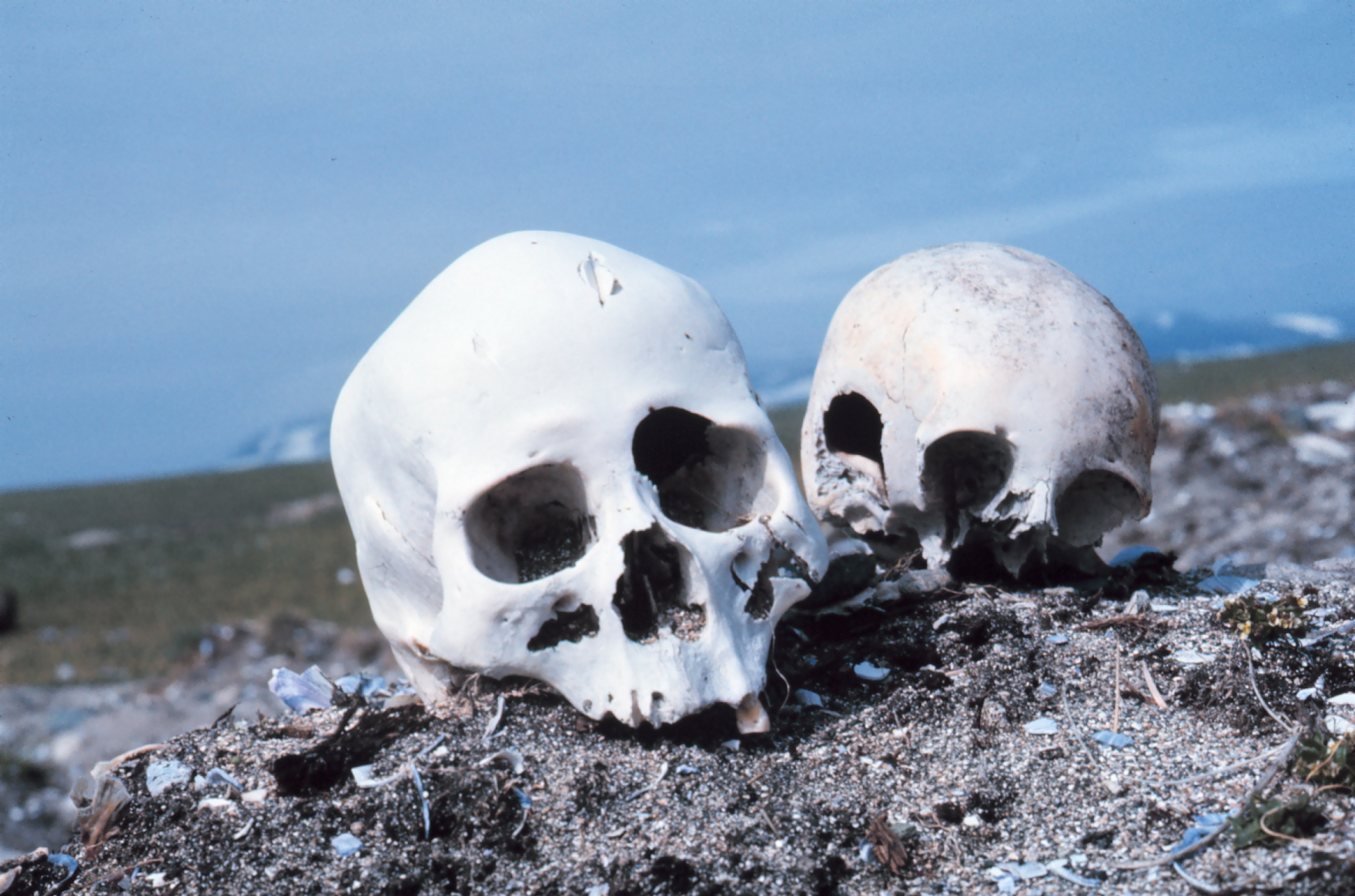
下顎骨を欠いたヒトの頭蓋骨

法歯学（ほうしがく、英: forensic dentistry、英: forensic odontology、フォレンジック・オドントロジー）とは、法医学、社会歯科学の一種で法科学の中の一分野であり、犯罪捜査や裁判などの法の適用過程で必要とされる歯学領域の事項を研究、応用する学問である。歯科法医学、法歯科医学などとも呼ばれる。

## 用語
法科学（Forensic sciences）の諸分野において頭に付けられる「フォレンジック（“Forensic”）」（形容詞）は、ラテン語の“forēnsis”つまり「フォーラム（広場）」に由来している。ローマ帝国時代、「起訴」とは、ローマ市街の中心にあるフォロ・ロマーノで聴衆を前に訴状を公開することであった。被告と原告はともに自らの主張を行い、よりよい主張をしてより広く受け入れられたものが裁判において判決を下すことができた。この起源は、現代における“forensic”という語の２つの用法のもとになっている。一つ目は「法的に有効な」という意味、そして２つ目が「公開発表の」という意味の形容詞である。

## 概要
主として、個人識別の際に用いられることが多い。歯牙硬組織は、他の組織に比べて残存している場合が多く、その治療痕や状態から識別作業を行う。状態からの場合、摩滅の状態や歯髄腔の状態、特定の職業に特徴的な磨耗症といったことから判別し、他にもDNA検査なども行われる。また、一般の歯科医師でも、日常の診療の過程で多くの処置記録を蓄積・保有しており、その情報は、確実性の高い個人識別情報である。その情報に基づいて識別作業を行うことも多い。
1897年5月4日に約130名の犠牲者を出した、パリの慈善バザー火災での身元判別を契機に法歯学が生まれた。日本においては、1985年に発生した日本航空123便墜落事故が契機となり、法歯学の重要性が社会的に認められるようになったという。